# Kresomózgowie
     płat czołowy
     płat ciemieniowy
     płat skroniowy
     płat potyliczny

Elementy kolorowe stanowią części kresomózgowia, a konkretnie półkuli mózgu. Są to:
płat czołowy
płat ciemieniowy
płat skroniowy
płat potyliczny

Kresomózgowie (łac. telencephalon) – część mózgowia obejmująca półkule mózgu, spoidła mózgu (w tym ciało modzelowate), blaszkę krańcową, jądra podstawne, hipokamp, komory boczne, sklepienie oraz węchomózgowie. Kresomózgowie nadzoruje większość czynności fizycznych i umysłowych. Różne obszary kresomózgowia są odpowiedzialne za rozmaite reakcje świadome. Ze względu na swą wielkość i widoczność (u człowieka przykrywa, oprócz móżdżku, wszystkie pozostałe elementy mózgowia) zwłaszcza u ssaków wyższych, kresomózgowie potocznie utożsamiane jest z mózgiem.
Kresomózgowie skupia ponad połowę neuronów, zbudowane jest z dwóch półkul mózgowych oddzielonych podłużną szczeliną. Powierzchnię mózgu tworzą silne fałdy zwane zakrętami, porozdzielane bruzdami (m.in. Rolanda, Sylwiusza).
W okresie zarodkowym kresomózgowie rozwija się z przedniej części przodomózgowia. Unaczynienie tętnicze pochodzi głównie z tętnic przedniej, środkowej i tylnej mózgu, które tworzą koło tętnicze mózgu.

## Podział kresomózgowia

### Kresomózgowie parzyste
- płaszcz
  - kora mózgu
  - wyspa
  - hipokamp
  - węchomózgowie
- jądra podstawne
- istota biała półkul
- komory boczne

### Kresomózgowie nieparzyste
- pole przedwzrokowe
- blaszka krańcowa
- spoidło przednie
- spoidło wielkie, inaczej ciało modzelowate
- sklepienie
- przegroda przezroczysta[1]

Płaty kory mózgowej:
- płat czołowy – pierwszorzędowa kora ruchowa – 4 pole Brodmanna
- płat ciemieniowy – pierwszorzędowa kora czuciowa, zakręt zaśrodkowy – 1,2,3 pole Brodmanna
- płat potyliczny – pierwszorzędowa kora wzrokowa – 17 pole Brodmanna
- płat skroniowy – pierwszorzędowa kora słuchowa – 41 pole Brodmanna, ruchowy ośrodek mowy – 44, 45 pole Brodmanna (pola Broki)

## Półkule mózgu
- Półkula lewa zazwyczaj kontroluje mowę, odpowiada za myślenie logiczne, potrzebne do zrozumienia np. nauk ścisłych. Włókna nerwowe idące od lewej półkuli przechodzą na stronę prawą rdzenia kręgowego, skutkiem czego mięśnie jednej strony ciała pozostają pod kontrolą ośrodków nerwowych strony przeciwnej (np. uszkodzenie lewej półkuli mózgu powoduje porażenie mięśni po stronie prawej)
- Półkula prawa kontroluje myślenie artystyczne i twórcze. Włókna nerwowe idące od prawej półkuli przechodzą na stronę lewą rdzenia kręgowego, skutkiem czego mięśnie jednej strony ciała pozostają pod kontrolą ośrodków nerwowych strony przeciwnej (np. uszkodzenie prawej półkuli mózgu powoduje porażenie mięśni po stronie lewej)